# Грунвалд
Гру̀нвалд (на полски: Grunwald; на литовски: Žalgiris; на немски: Grünfelde) е село в Северна Полша, Варминско-Мазурско войводство, Остродски окръг, Грунвалдска община.

## Население
Население на селото е около 800 жители.

## История
В началото на XV век тук поляците и литовците се бият с тевтонците. Битката се води на 15 юли 1410 г. и е спечелена от войските на полския владетел Владислав II.